# Sandde di Ceredigion
Sandde, principe di Ceredigion (Xanthus in latino e Sant in inglese; attorno al 469), si pensa sia stato uno dei figli di re Ceredig.
Il padre gli diede una piccola parte del Ceredigion su cui regnare. Egli visse la prima parte della sua vita in maniera pia, fondando molte chiese. Tuttavia, mentre stava viaggiando nel Dyfed, incontrò la giovane e avvenente monaca Non. La ragazza fu sedotta, forse con la forza, e concepì san David, patrono del Galles.
L'unica fonte a menzionarla è la Vita di David del vescovo di Rhygyfarch, scritta oltre 500 anni dopo. Alcuni storici come Gerald Morgan dubitano della veridicità di quanto raccontato.